# Carme Matas i Aurigemma
Carme Matas i Aurigemma (Barcelona, 19 d'octubre de 1869 - Barcelona, 24 de maig de 1943) fou una pianista i pedagoga catalana.

## Biografia
Fou filla de l'argenter barceloní Rafael Matas i Vilajuana i de la seva esposa, natural de Maó, Carme Aurigemma i Triay, filla d'un artista napolità, Antonio Aurigemma. La família Aurigemma s'havia establert a Barcelona, on Francesc Aurigemma, germà de la mare de la pianista, tenia una important camiseria al carrer Ferran.
Carme Matas va començar la seva formació musical a l'Escola Municipal de Música de Barcelona estudiant piano amb Joan Baptista Pujol, Enric Granados i Joaquim Malats, harmonia amb Bonaventura Frigola i composició amb Gabriel Balart. Va rebre el primer premi de piano ex aequo amb Ricard Viñes, sent la primera dona que el rebia. El seu vessant pedagògic el va desenvolupar a l'Escola Municipal de Música de Barcelona. Com a concertista va participar en diferents recitals, destacant a l'Exposició Universal de Barcelona de 1888, on va coincidir amb Isaac Albéniz, entre d'altres, i arran de l'èxit obtingut va obtenir una gran notorietat. Amb el seu fill, el violoncel·lista Josep Ricart i Matas, va fer concerts per l'estat espanyol i diverses ciutats europees, sent molt elogiats per la crítica del moment.